# Пачулі
Пачу́лі, або індійські пачу́лі, (Pogostemon cablin) — вид чагарникових тропічних рослин з роду погостемон (Pogostemon), родини глухокропивові. Також відомий під назвою Pogostemon patchouly — погостемон пачулі. Іноді під словом пачулі також мають на увазі яванські пачулі — Pogostemon hegneanus.

## Опис
Багаторічний трав'янистий напівчагарник. Середня висота і діаметр куща — 70-100 см, у культурі може бути крупніше. Коріння розгалужені, мичкуваті. Стебло жорстке, волосисте. Листя супротивні, мають широку яйцеподібну форму, сильно зубчасті або перисті, з приємним сильним запахом. Квітки білі або блідо-бузкові, з пурпуровими цятками, зібрані у волоть по 10-15 штук. Діаметр віночка 8,5-10 мм.
Плоди — горішки.

## Область поширення
Батьківщина пачулі — Філіппінські острови. Вирощують у тропічному поясі на таких островах, як Ява, Суматра, Реюньйон, Сингапур, Сейшельських та Філіппінських.

## Культивування рослин
Рослини роду погостемон широко культивують у тропічних країнах (Шрі Ланка, Ява) для отримання ефірної олії. Для гарного росту необхідна температура вище 20 °C, пряме сонячне освітлення й висока вологість ґрунту, при негативній температурі рослина вимерзає, тому спроби культивування в Абхазії великого успіху не мали. Використовується як декоративна рослина.

## Застосування
Рослина використовується для ароматизації приміщень, тканин і інших продуктів, а також для отримання ефірної олії. Часто використовується як ароматична добавка у віск свічки, курильні суміші, ароматичні палички та інші види східних пахощів. Велике застосування знайшло в парфумерії, наприклад, Flora by Gucci або L'Imperatrice Dolce & Gabbana.
2023 року в іспанському місті Кармона археологи знайшли в давній гробниці кришталеву пляшку з 2000-річним римським парфумом з ароматом пачулі.

## Отримання та застосування ефірної олії
Під назвою пачулі рослина широко використовується в парфумерній промисловості завдяки високому вмісту летких ароматних речовин, що виділяються у вигляді ефірної олії (олія пачулі). Пачулієву ефірну олію добувають шляхом парової дистиляції свіжої або злегка підв'яленої сировини. Основні компоненти олії — пачулол (пачулієвий спирт) і різні сесквітерпени. Ефірна олія пачулі має бактерицидні властивості й широко використовується в парфумерії (нижня — середня нота), а також аромотерапії (заспокійливий і антимікробний засіб).